# Форшоу, Джозеф
Джозеф Форшоу (англ. Joseph Forshaw; 13 мая 1880, Сент-Луис — 26 ноября 1964, Сент-Луис) — американский легкоатлет, бронзовый призёр летних Олимпийских игр 1908 в марафоне.
На Играх 1908 г. в Лондоне Форшоу участвовал в марафоне и с результатом 2:57.10 занял третье место. Через четыре года, на Олимпиаде 1912 в Стокгольме Форшоу занял десятую позицию.